# Parti allemand (Roumanie)
Pour les articles homonymes, voir Parti allemand (homonymie).
Le Parti allemand (en allemand : Deutsche Partei in Rumänien et en roumain : Partidul German din România, PGR) était un parti politique roumain de l'entre-deux-guerres, issu de la minorité allemande.

## Histoire
Le Parti allemand connut une période de création relativement longue. Il fut fondé par des membres de la bourgeoisie allemande de Timișoara le 6 septembre 1919 en prévision des élections législatives roumaines de 1919. Peu à peu, il s'étendit en Transylvanie, dans le Banat, en Bucovine et en Bessarabie, des régions de la nouvellement fondée Grande Roumanie où vivaient des Volksdeutsche. Ses instances de direction furent élues lors d'assemblées générales et de congrès. Le parti était l'expression politique de l'Union des Allemands de Roumanie (UGR, Uniunea Germanilor din România), qui supervisait un large éventail d'activités (politiques, culturelles, religieuses, économiques). Bien qu'il prétendît parler au nom de tous les Allemands de Roumanie, en réalité le parti représentait majoritairement les intérêts de la couche la plus riche d'entre eux.
Le programme adopté en 1919 et qui en l'essence est resté le même dans tout l'entre-deux-guerres, défendait l'application de la résolution adoptée à Alba Iulia lors de l'Assemblée nationale du 1er décembre 1918 relative aux minorités, le respect des droits et libertés garantis par la législation roumaine, et la promotion de certains droits spécifiques (droits culturels, l'éducation en langue maternelle, le droit de fonder des écoles et d'autres institutions financées par des contributions spéciales versées par la population allemande, le droit de s'associer à des fins religieuses, culturelles et économiques). Une motivation principale du parti était d'obtenir la reconnaissance de l'UGR par l'État comme une entité distincte au sein de la Roumanie, avec le droit de s'exprimer au nom de tous les Allemands du pays. Le PGR lutta pour une représentation de plus en plus grande de la minorité allemande au Parlement ainsi que dans les conseils de județe et municipaux.
Le processus de fondation du PGR débuta en 1919 et prit fin en 1921. D'abord les Saxons de Transylvanie créèrent leurs propres partis politiques (le Parti Saxon - Partidul Sas, et le Parti national Saxon - Partidul Naţional Săsesc), tout comme les Souabes du Banat (Parti souabe - Partidul șvab, et le Parti national souabe - Partidul național șvab). En septembre 1921 lors du congrès de Cernăuţi, l'UGR  fut créé, dirigé par un Conseil national et avec Rudolf Brandsch comme président. Les Saxons avec la résolution de Mediaș du janvier 1919, et les Souabes avec la résolution de Timișoara du 10 août 1919, rejoignirent l'acte d'Union de la Transylvanie et du Banat avec la Roumanie.
D'un point de vue politique, le PGR adopta une stratégie de collaboration avec les gouvernements roumains, quelle que soit leur orientation politique, afin d'obtenir le plus facilement possible leurs exigences spécifiques. Le parti participa aux élections générales aux côtés du parti du gouvernement sortant (à l'exception des élections générales de 1927, quand il s'allia avec le Parti magyar), gagnant entre 10 et 15 sièges à la chambre basse à chaque fois. Il détenait un nombre important de conseillers municipaux et dans les județe, et même des maires de localités avec une importante population allemande. Brandsch, entre le 23 avril 1931 et 20 octobre 1932, et Hans Otto Roth, entre le 4 juillet et le 4 septembre 1940, furent respectivement secrétaire d'État et ministre des minorités ethniques. Le PGR organisa de nombreuses réunions, supervisa aussi l'édition d'un grand nombre de journaux et de bulletins via lesquels il diffusait sa ligne politique. Son journal officiel était le Siebenbürgisches Deutsches Tageblatt, publié de 1919 à 1944.
Après 1930, l'idéologie nazie commença à s’instiller dans le parti. L'homme qui promut cette tendance, Fritz Fabritius, créa en septembre 1932 le Mouvement pour l'assistance réciproque des Allemands de Roumanie (roumain : Mişcarea de Întrajutoare a Germanilor din România, allemand : Selbsthilfe), d'inspiration nationale-socialiste. En mai 1933, Fabritius fonda le Parti national-socialiste des Allemands de Roumanie (PNSGR, Partidul national-socialist al Germanilor din România), qui propageait les idées nazies et organisait des camps de jeunesse; les membres de ce parti portaient des uniformes et utilisaient la croix gammée comme symbole. Afin de ne pas être dissoute le PNSGR a pris le nom de Mouvement national du renouveau des Allemands de Roumanie (NEDR, Mişcarea de Reînnoire Naţională a Germanilor din România). Toutefois le 7 juillet 1934, le gouvernement décida d'interdire les camps de jeunesse et de dissoudre le NEDR, celui-ci ayant développé des activités « interdites par les lois en vigueur ».
Le 22 novembre 1933, Otto Fritz Jikeli remplaça Fabritius à la présidence du Conseil national saxon (Consiliul Naţional Săsesc), tout en s'inscrivant dans sa ligne politique. Contestés par certains, Jikeli fut remplacé par Fabritius le 30 avril 1935. Le 22 octobre de cette même année, Fabritius fut élu président de l'UGR, puis également du PGR. De nouvelles dissidences apparurent au sein du PGR : en avril 1935, Alfred Bonfert fonda le Parti populaire allemand (PPGR), accusant Fabritius d'avoir une attitude conciliante envers les dirigeants démocratiques du PGR. Lors des élections générales de 1937 le Parti allemand forma une alliance électorale avec le Parti national libéral alors au pouvoir, puis avant les élections générales de 1938 (qui n'eurent jamais lieu), avec le Parti national chrétien. 
Le parti allemand comme tous les autres partis de Roumanie en ce temps-là, fut dissout le 30 mars 1938. Cependant, il continua son activité, au sein de la Communauté des Allemands de Roumanie ( Comunitatea Germanilor din România), qui rejoignit le Front national de la Renaissance le 10 janvier 1939. Le 27 octobre 1938, suivant les ordres de Allemagne nazie, le PPGR et le PGR fusionnèrent. Le 21 novembre 1940, durant l'État national légionnaire, alors que des milliers de soldats allemands étaient sur le sol roumain, le Groupe ethnique allemand de Roumanie (GEGR, Grupul Etnic german din România) fut fondé et déclaré  « personne morale roumaine de droit public ». Tous les citoyens roumains d'origine allemande étaient officiellement membres de l'organisation; le représentant de la « volonté nationale du groupe ethnique allemand de Roumanie » était le Parti national-socialiste des travailleurs allemands (NSDAP). Après l'écrasement de la rébellion légionnaire en janvier 1941, le NSDAP resta la seule organisation politique légale en Roumanie jusqu'au coup d'État du roi Michel le 23 août 1944. La direction du GEGR et de la branche locale du NSDAP était assurée par Andreas Schmidt, nommé directement par Berlin. Certains membres du GEGR appelèrent à la création d'un État distinct - Donauland - incluant la Transylvanie et le Banat, qui aurait été en réalité un protectorat du Troisième Reich. Le GEGR, qui utilisa la terreur contre les Allemands qui ne partageaient pas son idéologie, fut dissoute par le décret-loi du 7 octobre 1944.

## Membres notables
- Rudolf Brandsch (président, 1919-1935)
- Fritz Fabritius (président, 1935-1938)
- Hans Otto Roth
- Fritz Konnerth
- Franz Krauter